# Germain Louvet
Germain Louvet (Chalon-sur-Saône, 23 maggio 1993) è un ballerino e attore francese, danseur étoile del balletto dell'Opéra di Parigi.

## Biografia
Germain Louvet iniziò a danzare all'età di quattro anni e nel 2000 fu ammesso al Conservatorio Regionale di Chalon-sur-Saône. Nel 2005 entrò alla scuola di danza dell'Opéra di Parigi dove studiò per sei anni, al termine dei quali si unì al Balletto dell'Opéra di Parigi. 
Nel 2013 fu promosso a coryphée, un anno dopo a sujet. Nel novembre del 2014 diventò primo ballerino e un mese dopo fu nominato danseur étoile dopo una rappresentazione de Il lago dei cigni di Rudol'f Nureev in cui interpretò il ruolo del principe Sigfried. Con il balletto dell'Opéra di Parigi, Louvet ha danzato molti dei maggiori ruoli maschili del repertorio, tra cui Smeraldi e Diamanti in Jewels, Lenski in Onegin, Basilio in Don Chisciotte, James ne La Sylphide, Dafni in Dafni e Cloe, Romeo in Romeo e Giulietta, il fauno ne Il pomeriggio di un fauno, Albrecht in Giselle e Dante in The Dante Project.
Nel 2022, Louvet ha preso parte al film di Cédric Klapisch La vita è una danza, dove interpreta una ballerino dell'Opéra di Parigi. Louvet ha lavorato anche come modello per l'agenzia Success Models di Parigi e ha sfilato per Jean Paul Gaultier nel 2020.
È dichiaratamente omosessuale e impegnato in una relazione con il giornalista Pablo Pillaud-Vivien.

## Filmografia
- La vita è una danza (En corps), regia di Cédric Klapisch (2022)

## Televisione
- Cerimonia di apertura dei Giochi della XXXIII Olimpiade, Parigi (2024)

## Riconoscimenti
- 2013 – Premio Cercle Carpeaux (condiviso con Sae Eun Park)[5]
- 2016 – Premio AROP della Danza

## Doppiatori italiani
Nelle versioni in italiano dei suoi film, Germain Louvet è stato doppiato da:
- Alessio Cigliano in La vita è una danza[6]